# Sri-lankische Cricket-Nationalmannschaft in Neuseeland in der Saison 2018/19
Die Tour der sri-lankischen Cricket-Nationalmannschaft nach Neuseeland in der Saison 2018/19 fand vom 15. Dezember 2018 bis zum 11. Januar 2019 statt. Die internationale Cricket-Tour war Bestandteil der Internationalen Cricket-Saison 2018/19 und umfasste zwei Tests und drei ODIs und ein Twenty20. Neuseeland gewann die Test-Serie mit 1–0, die ODI-Serie mit 3–0, und die Twenty20-Serie 1–0.

## Vorgeschichte
Neuseeland bestritt zuvor eine Tour gegen Pakistan in den Vereinigten Arabischen Emiraten, Sri Lanka Tour gegen England.
Das letzte Aufeinandertreffen der beiden Mannschaften fand in der Saison 2015/16 in Neuseeland statt.

## Stadien
Die folgenden Stadien wurden für die Tour als Austragungsort vorgesehen und am 31. Juli 2018 bekanntgegeben.
| Stadion       | Stadt           | Kapazität | Spiele      |
| ------------- | --------------- | --------- | ----------- |
| Eden Park     | Auckland        | 50.000    | 1. T20      |
| Hagley Oval   | Christchurch    | 20.000    | 2. Test     |
| Bay Oval      | Mount Maunganui | 10.000    | 1. & 2. ODI |
| Saxton Oval   | Nelson          | 6.000     | 3. ODI      |
| Basin Reserve | Wellington      | 11.000    | 1. Test     |

## Kaderlisten
Sri lanka benannte seinen Test-Kader am 30. November und seine Limited-Over-Kader am 14. Dezember 2018.
Neuseeland benannte seinen Test-Kader am 10. Dezember, seinen ODI-Kader am 27. Dezember 2018 und seinen Twenty20-Kader a, 8. Januar 2019.
| Test | Test | ODI | ODI | Twenty20 | Twenty20 |
| Neuseeland | Sri Lanka | Neuseeland | Sri Lanka | Neuseeland | Sri Lanka |
| --- | --- | --- | --- | --- | --- |
| - Kane Williamson (K) - Trent Boult - Colin de Grandhomme - Matt Henry - Tom Latham - Henry Nicholls - Ajaz Patel - Jeet Raval - Tim Southee - Ross Taylor - Neil Wagner - BJ Watling (wk) - Will Young | - Dinesh Chandimal (K) - Dimuth Karunaratne (VK) - Dushmantha Chameera - Niroshan Dickwella (wk) - Danushka Gunathilaka - Lahiru Kumara - Suranga Lakmal - Angelo Mathews - Kusal Mendis - Dilruwan Perera - Nuwan Pradeep - Kasun Rajitha - Sadeera Samarawickrama - Lakshan Sandakan - Dhananjaya de Silva - Roshen Silva - Lahiru Thirimanne | - Kane Williamson (K) - Trent Boult - Doug Bracewell - Lockie Ferguson - Martin Guptill - Matt Henry - Colin Munro - James Neesham - Henry Nicholls - Tim Seifert (wk) - Ish Sodhi - Tim Southee - Ross Taylor | - Lasith Malinga (K) - Dushmantha Chameera - Dinesh Chandimal - Niroshan Dickwella (wk) - Asela Gunaratne - Danushka Gunathilaka - Lahiru Kumara - Angelo Mathews - Kusal Mendis - Kusal Perera - Thisara Perera - Nuwan Pradeep - Seekkuge Prasanna - Kasun Rajitha - Sadeera Samarawickrama - Lakshan Sandakan - Dasun Shanaka - Dhananjaya de Silva | - Tim Southee (K) - Lockie Ferguson - Martin Guptill - Scott Kuggeleijn - Colin Munro - James Neesham - Henry Nicholls - Glenn Phillips - Seth Rance - Mitchell Santner - Tim Seifert (wk) - Ish Sodhi - Ross Taylor | - Lasith Malinga (K) - Dushmantha Chameera - Dinesh Chandimal - Niroshan Dickwella (wk) - Asela Gunaratne - Danushka Gunathilaka - Lahiru Kumara - Angelo Mathews - Kusal Mendis - Kusal Perera - Thisara Perera - Nuwan Pradeep - Seekkuge Prasanna - Kasun Rajitha - Sadeera Samarawickrama - Lakshan Sandakan - Dasun Shanaka - Dhananjaya de Silva |

## Tests

### Erster Test in Wellington
| 15. – 19. Dezember Scorecard | Wellington (BR) | Sri Lanka 282 (90) & 287-3 (115) | – | Neuseeland 578 (157.3) |
|                              |                 | Remis                            |   |                        |

Vor dem vierten Tag sah Neuseeland wie der sichere Sieger aus, jedoch gelang es den  beiden sri-lankischen Batsmen Kusal Mendis und Angelo Mathews  über den vierten Tag hinweg kein weiteres Wicket zu verlieren. Dies ist eine Leistung die zuletzt zehn Jahre zuvor einer Partnerschaft  gelang. Am fünften Tag wurde das Spiel nach 12 wicketlosen Overn aufgrund des Wetters beendet.

### Zweiter Test in Christchurch
| 26. – 30. Dezember Scorecard | Christchurch (HO) | Neuseeland 178 (50) & 585-4d (153) | – | Sri Lanka 104 (41) & 236 (106.2) |
|                              |                   | Neuseeland gewinnt mit 423 Runs    |   |                                  |

## One-Day Internationals

### Erstes ODI in Mount Maunganui
| 3. Januar Scorecard | Mount Maunganui | Neuseeland 371-7 (50)          | – | Sri Lanka 326 (49) |
|                     |                 | Neuseeland gewinnt mit 45 Runs |   |                    |

### Zweites ODI in Mount Maunganui
| 5. Januar Scorecard | Mount Maunganui | Neuseeland 319-7 (50)          | – | Sri Lanka 298 (46.2) |
|                     |                 | Neuseeland gewinnt mit 21 Runs |   |                      |

### Drittes ODI in Nelson
| 8. Januar Scorecard | Nelson | Neuseeland 364-4 (50)           | – | Sri Lanka 249 (41.4) |
|                     |        | Neuseeland gewinnt mit 115 Runs |   |                      |

## Twenty20 International in Auckland
| 11. Januar Scorecard | Auckland | Neuseeland 179-7 (20)          | – | Sri Lanka 144 (16.5) |
|                      |          | Neuseeland gewinnt mit 35 Runs |   |                      |